# 야시카 일렉트로 35 GX
야시카 GX(Yashica Electro 35 GX)는 패스트-랜즈 일렉트로 35 시리즈의 최종판이다. 칼라 야시논 DX 40mm 1:1.7 랜즈, 핫슈, pc연결, 8초 셀프 타이머, 셔터 락이 특징이다. 카메라는 조리개-우선 전용이다. 카메라가 셔터 속도를 결정한다.(1/500초-수초). ISO 25-800의 필름 스피드가 지원된다.